# Madarász András
Madarász András (Kuntapolca, 1797. december 10. – Csetnek, 1873. augusztus 31.) magyar vasiparos, Madarász Viktor festőművész apja.

## Élete
Elszegényedett nemesi családba született a Gömör vármegyei Kuntapolcán (ma Kunova Teplica). Dobsinán és Lőcsén tanult. Gimnáziumi tanulmányait követően megyei írnok, majd Nagyrőce jegyzője lett. Itt telepedett le és megnősült, felesége Mühlbahn Zsuzsanna volt. Népes családot neveltek, egyik fiuk Madarász Viktor, a neves történeti festő.
A közeli Csetnek mellett örökül kapott egy vaskohóüzemet, a „határi vashámor”-t, amit felfejlesztve termelésbe állított. Elavult technológiával dolgozó gyára azonban nem bírta a versenyt a tőkeerős gömöri társulatok nagyolvasztóival, ezért a kohót rézgyártásra tette alkalmassá. Lassan a többi környékbeli vasüzem is válságba került, ezért társulást ajánlott nekik, és ő lett az így létrejött „Csetnekvölgyi Concordia” igazgatója. Ettől kezdve az iparfejlesztés, az ország iparának fellendítése vált élete céljává. Korszerűsítette a Concordia kohóit, gyártó berendezéseit, és felfejlesztette a csetneki vasgyártást. Az egyre fokozódó fahiány miatt azonban arra kényszerült, hogy a vas frissítésére (az acélgyártásra) más területet keressen, ahol hozzáférhető szénvagyon található (a környéken lévő bányák mind a konkurencia tulajdonában voltak).
A szenet végül távol, Pécsett találta meg, és úgy határozott, hogy Csetneken csak a nyersvasgyártást hagyja meg, Pécsre pedig nagyszabású vasgyártó központot tervezett. A vasgyár telepítésére és szénbányák nyitására vonatkozó kérvényét 1843-ban nyújtotta be a városnak. Ekkor telepedett le Pécsre. 1845-ben Pestre költözött, innen irányította az építkezéseket. A beruházásra fordítható pénze azonban hamar elfogyott, és bár Kossuth Lajos révén kapott némi kiegészítő tőkét, az elképzelt nagyméretű vasgyár felépítéséhez ez is kevés volt. Ennek ellenére a „Csetnek-pécsi Vasgyár” két év múlva már működött Pécsen, a mai Siklósi úton. 1849-től a pécsi Országúton (utca) élt egy családi házban (ma Rákóczi út 15.). Madarásznak azonban nem voltak megfelelő szakmunkásai, a nyersvas Csetnekről való odaszállítása is komoly gondot jelentett. A nagy léptékűnek képzelt vállalkozás gyakorlatilag megbukott, és kénytelen volt megelégedni egy kisebb vasüzemmel. A gondok ellenére még felépített egy másik gépgyárat is, és létesített a városban gőzmalmot, kenyérsütödét és hullámfürdőt. Iparfejlesztő tevékenysége nem kerülte el a csetneki gyárat sem, öntödét telepített a nagyolvasztó mellé, és a közelben még papírgyárat is létesített, Pesten pedig réz- és vaskereskedést nyitott.
Csetneken halt meg 1873-ban (bár hivatalosan mindvégig pécsi lakos maradt), a Pécsett üzemelő vasgyára ezután hanyatlásnak indult, majd megszűnt. Épületeibe később az Első Pécsi Bőrgyár költözött be.